# S de la Màquina Pneumàtica
S de la Màquina Pneumàtica (S Antliae) és un estel variable a la constel·lació de la Màquina Pneumàtica, situat prop del límit amb la constel·lació de Brúixola, Pyxis. S'hi troba a 245 anys llum del sistema solar.
S de la Màquina Pneumàtica és un binari de contacte de tipus espectral A7V o A9V. En aquest tipus de binaris propers, a causa de la seva proximitat, els dos estels comparteixen les seves capes exteriors de gas. No obstant això, el grau de «sobrecontacte» d'S Antliae (9%) és petit en comparació d'altres binaris d'aquest tipus. El període orbital del sistema és de 0,6483 dies (15,56 hores) i hom pensa que pot ser variable. Classificat com a variable W Ursae Majoris, la seva lluentor fluctua entre magnitud aparent +6,40 i +6,92.
La relació entre les masses d'ambdós components, q, és igual a 0,87, i les temperatures respectives són de 7.800 i 7.340 K. El sistema té una lluminositat conjunta 13 vegades major que la del Sol i una metal·licitat propera al 60% de la solar. La seva edat s'estima en 1.500 milions d'anys.